# Meroehyrax
Il meroeirace (gen. Meroehyrax) è un mammifero estinto, appartenente agli iracoidei. Visse tra l'Oligocene superiore e il Miocene inferiore (circa 28 - 18 milioni di anni fa) e i suoi resti fossili sono stati ritrovati in Africa.

## Descrizione
Questo animale doveva essere vagamente simile a un'odierna procavia, ma le dimensioni erano leggermente maggiori. Il cranio era caratterizzato da un diastema (spazio tra i denti) molto breve dietro agli incisivi. I denti erano a corona bassa (brachidonti) e buno-selenodonti. Il terzo molare inferiore era il più lungo perché era dotato di un terzo lobo posteriore (ipoconulide). Meroehyrax doveva essere assai simile a Prohyrax, un altro irace miocenico, ma si distingueva da quest'ultimo a causa di camere mandibolari interne e di una fossa linguale. 

## Classificazione
Il genere Meroehyrax venne descritto per la prima volta nel 1954 da Whitworth, sulla base di resti fossili ritrovati in Kenya in terreni del Miocene inferiore. La specie tipo è Meroehyrax bataeae, rinvenuta anche in Uganda. Un'altra specie più antica, M. kyongoi, venne descritta nel 2009 sulla base di resti fossili ritrovati in terreni dell'Oligocene superiore in Kenya. 
Meroehyrax fa parte di un gruppo di iracoidi estinti noti come Pliohyracidae, particolarmente diffusi in Africa durante il Cenozoico inferiore. Altri generi affini sono Prohyrax, Pliohyrax e Parapliohyrax.